# Alnwick (dystrykt)
Alnwick – były dystrykt w hrabstwie Northumberland w Anglii. W 2001 roku dystrykt liczył 31 029 mieszkańców.

## Civil parishes
- Acklington, Alnham, Alnmouth, Alnwick, Alwinton, Amble By the Sea, Bassington, Biddlestone, Brinkburn, Callaly, Cartington, Craster, Denwick, Edlingham, Eglingham, Elsdon, Embleton, Felton, Glanton, Harbottle, Hauxley, Hedgeley, Hepple, Hesleyhurst, Hollinghill, Lesbury, Longframlington, Longhoughton, Netherton, Newton-by-the-Sea, Newton-on-the-Moor and Swarland, Nunnykirk, Rennington, Rothbury, Rothley, Shilbottle, Snitter, Thropton, Togston, Warkworth, Whittingham i Whitton and Tosson[2].